# Шелудченко Віктор Іванович
Шелудченко Віктор Іванович (* 31 серпня 1913, Нелепівський рудник Щербинівської волості Костянтинівського повіту, Катеринославської губ. — ?, після 1958) — історик-архівіст.

## Життєпис
З робітничої родини, українець. Закінчив історичний факультет Київського державного університету ім. Т. Г. Шевченка (1939). Кандидат історичних наук (1954).
Трудову діяльність розпочав після завершення навчання у Слов'янському училищі залізничників (1932) помічником машиніста Північно-Донецької залізниці.
З 1932 р. по 1933 р. обіймав посаду голови районно-транспортного відділу ТСОАВІАХІМ.
У 1939—1940 рр. працював лектором Київського будинку туристів, політвідділу Північно-Донецької залізниці та Дніпровського пароплавства.
З червня 1940 р. — старший науковий співробітник архівного відділу НКВС УРСР.
Учасник радянсько — німецької війни — командир взводу, роти на Південно-Західному, Сталінградському, Центральному та 1-му Білоруському фронтах. Обіймав посаду заступника начальника відділу постачання групи радянських військ в Німеччині (1941—1946). Закінчив війну у званні майора. З 1954 р. — підполковник внутрішніх військ.
У вересні 1946 р. його було призначено начальником науково-видавничого відділу Архівного управління МВС УРСР.
У 1950—1953 рр. навчався в аспірантурі ЦДІА УРСР у м. Києві.
Протягом 1954—1958 рр. — начальник ЦДІА УРСР у м. Києві.

## Науковий доробок
Брав участь у підготовці до видання збірників документів: 
- «Революция 1905—1907 гг. на Украине Т. 2, ч. 1: Революционная борьба на Украине в период первой русской революции: 1905» (1955);
- «Рабочее движение на Украине в период первой мировой империалистической войны: Июль 1914 г. — февраль 1917 г.» (1966);
- путівника «Центральный государственный исторический архив УССР в г. Киеве» (1958) та ін.
- Опублікував у науковій та періодичній пресі ряд статей з питань історії, археографії, огляди документів та рецензії на видані збірники. Автор монографії «Олександр Пархоменко» (1948), «Александр Пархоменко» (1956).

## Нагороди
- орден Червоної Зірки
- орден Вітчизняної війни ІІ ступеня
- медали: «За оборону Сталінграда», «За победу над Германией в Великой Отечественной войне 1941—1945 гг.», «За взяття Берліна», «30 років Радянської Армії і Флоту», «За бойові заслуги».

## Праці
- Перші наслідки науково-дослідної праці архівних органів УРСР // НІБ. — 1947. — № 1. — С. 10–12
- Науково-видавнича діяльність державних архівів України за 30 років // Там само. — 1948. — № 2. — С. 7–10
- К вопросу использования документальных источников в периодической прессе: Обзор публикаций за 1948 г. и первую половину 1949 г. // НИБ. — 1949. — № 2. — С. 41–43.